# Marc Angel-Romera
Pour les articles homonymes, voir Angel et Romera.
Ne pas confondre avec l'homme politique luxembourgeois Marc Angel.
Vous pouvez aider à l'améliorer ou bien discuter des problèmes sur sa page de discussion.
- Certaines informations devraient être mieux reliées aux sources mentionnées dans la bibliographie ou les liens externes. Améliorez sa vérifiabilité en les associant par des références. (Marqué depuis décembre 2020)
- Il ne s’appuie pas, ou pas assez, sur des sources secondaires ou tertiaires. (Marqué depuis janvier 2019)
- Les conventions bibliographiques ne sont pas respectées. La bibliographie et les liens externes sont à corriger. (Marqué depuis avril 2021)
- Son ton est trop promotionnel ou publicitaire, voire hagiographique. Le texte doit adopter un ton neutre et encyclopédique. (Marqué depuis juin 2023)
- Il n’est pas rédigé dans un style encyclopédique. (Marqué depuis janvier 2019)

- Archive Wikiwix
- Bing
- Cairn
- DuckDuckGo
- E. Universalis
- Gallica
- Google
- G. Books
- G. News
- G. Scholar
- Persée
- Qwant
- (zh) Baidu
- (ru) Yandex
- (wd) trouver des œuvres sur Wikidata

Marc Angel connu sous le nom Marc Angel-Romera, né le 24 février 1960 à Diekirch, est un graphiste, illustrateur de livres, éditeur et artiste indépendant luxembourgeois.

## Biographie

### Carrière
Au début, il consacre son travail d'illustrateur essentiellement à des travaux sur commande, pour diverses agences de publicité, maisons d’édition ou institutions culturelles. Petit à petit il décide de se concentrer sur la création de bandes dessinées, la peinture et la gravure. 
Ses bandes dessinées sont fréquemment à caractère historique, il écrit en outre aussi des romans graphiques, et se charge d’adaptations et de traduction de textes d’auteurs luxembourgeois et étrangers.  
Il est passionné par l'histoire et par les légendes du Luxembourg, cette passion influence fortement ses bande dessinées.  
Aujourd’hui, il vit et il travaille en tant que graphiste, illustrateur de livres, éditeur et artiste indépendant à Beckerich. 
En 1988, il travaille sur L’histoire du Luxembourg en bandes dessinées ; D’Geschicht vu Lëtzebuerg a Bandes Dessinées ; c’est avec cette œuvre qu’il entreprend une carrière dans la bande dessinée. Il s’occupe des dessins, et c’est à Paul Margue de s’occuper du scénario et des textes en français, respectivement en luxembourgeois pour Alain Atten. Ce travail constituera la base, pour la création des trois tomes de la bande dessinées : Deemols. Episoden aus der Lëtzebuerger Geschicht qui parle de l’histoire luxembourgeoise. 
Il écrit et dessine aussi la bande dessinée De Schëmmelreider vun Useldéng qui est une BD historique. La version française s’appelle : Le trésor d'Useldange. 
Il écrit avec Céline Lanners un livre pour enfant, où pour une fois ce n’est pas lui l’illustrateur. Le livre La recherche du mot magique et D’Sich nom Zauberwuert en luxembourgeois, est illustré par Anne Mélan et Dianne Ernzen. L’objectif du livre est d’expliquer aux enfants d’une manière drôle, l’histoire et les légendes de leur pays (Luxembourg).

## Œuvres
- D'Geschicht vu Lëtzebuerg a bandes dessinées : Vu 54 viru Christus bis 1443
- L'histoire du Luxembourg en bandes dessinées
- Deemols. Épisodes de l'histoire luxembourgeoise
- Deemols. Episoden aus der Lëtzebuerger Geschicht
- Nuages sur la rizière
- Wolken über dem Reisfeld
- Pelle Svensson et la république des animaux
- Pelle Svensson und di Republik der Tiere
- Stormy season. A silent graphic tale
- D'Sich nom Zauberwuert. Eng Geschicht vu Wiichtelcher, Hexen an anere wonnerbare Wiesen.
- La recherche du mot magique. Une histoire de lutins, sorcières et autres créatures féériques
- De Jas
- Le Yas
- De Schëmmelreider vun Useldeng. Dem Här vu Roudemaacher seng lescht Hoffnung.
- Le trésor d'Useldange. Le dernier espoir du seigneur de Rodemack.
- De Jas kënnt zréck. Déidlech Allianz.
- Le retour du Yas. Alliage mortel
- Schichtwiessel. Eng Déiferdanger Aarbechtergeschicht